# Pawel Wladimirowitsch Melnikow
Pawel Wladimirowitsch Melnikow (russisch Павел Владимирович Мельников; * 8. August 1969 in Nowotscherkassk, Oblast Rostow) ist ein ehemaliger russischer Ruderer und Bronzemedaillengewinner der Olympischen Sommerspiele 1996.

## Karriere
Der für Dynamo Saratow rudernde Melnikow trat 1996 bei den Olympischen Spielen mit dem russischen Achter an und gewann die Bronzemedaille hinter dem niederländischen und dem deutschen Achter. Bei den Olympischen Spielen 2000 in Sydney belegte Melnikow den 9. Platz mit dem russischen Achter.
Bereits im Jahr 1987 ruderte Melnikow bei den Junioren-Weltmeisterschaften in Köln im Zweier ohne Steuermann mit Dimitri Kwartnikow auf den Silberrang. Ab 1990 gehörte er der Nationalmannschaft der offenen Altersklasse an. Er startete fortan international fast ausschließlich im Achter und nahm in dieser Wettbewerbsklasse von 1990 bis 2002 achtmal an Ruder-Weltmeisterschaften teil. Die beste Platzierung erreichte die russische Mannschaft im Jahr 1999 in Kanada mit dem Bronzerang. Bei seiner letzten WM-Teilnahme im Jahr 2003 ruderte Melnikow noch einmal im Zweier-ohne mit Anton Tschermaschenzew ins C-Finale. Beim Ruder-Weltcup wurde Melnikow bei 12 Wertungsregatten im Achter zwischen 1997 und 2002 eingesetzt, er gewann dabei jeweils eine Gold- und Silbermedaille sowie drei Bronzemedaillen.

## Auszeichnungen
- 1996:  Verdienter Meister des Sports Russlands[1]
- 1997:  Verdienstorden für das Vaterland II. Klasse[2][3]